# ستيف شيبارد
ستيف شيبارد (بالإنجليزية: Steve Sheppard)‏ مواليد 21 مارس 1954 في نيويورك، هو لاعب كرة سلة أمريكي معتزل. بدأ مسيرته الاحترافية في سنة 1977. تم اختياره من قبل فريق شيكاغو بولز خلال الدرافت. يبلغ طوله 6 قدم 6 بوصة (2.0 م). شارك في دورة الألعاب الأولمبية الصيفية سنة 1976. اعتزل اللعب في 1980.

## المسيرة الاحترافية
لعب مع شيكاغو بولز من سنة 1977 إلى 1979، ثم لعب مع ديترويت بيستونز في سنة 1979، ثم لعب مع فيرتوس روما في الدوري الإيطالي في موسم 1979–1980.

## الميداليات
| الميدالية | المسابقة                       |
| --------- | ------------------------------ |
| ذهبية     | الألعاب الأولمبية الصيفية 1976 |

## روابط خارجية
- ستيف شيبارد على موقع الاتحاد الدولي لكرة السلة (الإنجليزية)
- ستيف شيبارد على موقع إن بي أي (الإنجليزية)
- ستيف شيبارد على موقع سبورتس رفرنس (الإنجليزية)
- ستيف شيبارد على موقع كلية كرة السلة في سبورتس رفرنس.كوم (الإنجليزية)
- ستيف شيبارد على موقع ريلجم (الإنجليزية)
- ستيف شيبارد على موقع بروبوليرز (الإنجليزية)
- ستيف شيبارد على موقع سبورتس رفرنس (الإنجليزية)
- ستيف شيبارد على موقع أوليمبيديا (الإنجليزية)